# Heinrich Tussmann
Heinrich Tussmann (auch Tußmann) war Duisburger Baumeister des 16. Jahrhunderts.
Heinrich Tussmann wurde als Sohn des Bernd Tussmann geboren.
Er stammte aus der Schule des Arnheimer Arndt Johannsen to Boecop, dem Baumeister von Schloss Horst (Gelsenkirchen).
Tussmann erbaute unter anderem von 1570 bis 1573 das (neue) Düsseldorfer Rathaus.
Wieweit über die Ausführung und Aufsicht hinaus hier Tussmanns gestalterischer Einfluss reichte und inwieweit die wahrscheinlich grundlegenden Pläne von Maximilian Pasqualini erweitert wurden, ist bis heute streitig. In seiner Heimatstadt blieb Tussmann (soweit ersichtlich) unproduktiv.